# Społeczeństwo postindustrialne
Społeczeństwo postindustrialne (inaczej społeczeństwo poprzemysłowe inna nazwa to także społeczeństwo usługowe) – społeczeństwo, którego głównym źródłem utrzymania nie jest produkcja przemysłowa, polegająca na wytwarzaniu przedmiotów, lecz wytwarzanie i przetwarzanie informacji. 

## Charakterystyka
W odróżnieniu od społeczeństwa przemysłowego charakteryzującego się tym, że największe zatrudnienie jest w sektorze przemysłowym, w społeczeństwie postindustrialnym najwięcej osób jest zatrudnionych w sektorze usług. Drugim wyróżnikiem jest to, że w społeczeństwie postindustrialnym następuje przejście od masowej produkcji dla anonimowego klienta do produkcji dla klienta indywidualnego.
Koncepcja społeczeństwa poprzemysłowego narodziła się na przełomie lat 60. i 70. Jej twórcami są Francuz Alain Touraine i Amerykanin Daniel Bell. Stwierdzili oni, że w pewnym momencie społeczeństwo doszło do poziomu wysokiej automatyzacji (duży wpływ miało na to wprowadzenie pierwszej automatycznej taśmy produkcyjnej przez zakład Forda w USA), co przyspieszało produkcję i wyręczało od niej człowieka, w konsekwencji prowadząc do przechodzenia ludzi do działu usług. Kolejną cechą takiego społeczeństwa jest skupianie się w wielkich aglomeracjach miejskich, co powoduje rozwój kultury masowej (muzyka, film, internet). Ludzie zaczęli także tworzyć ponadnarodowe korporacje.
Powstanie takiego typu społeczeństwa przewidywał w XIX wieku Herbert Spencer.